# Castelo de Lochend
O Castelo de Lochend (em gaélico escocês:  Caislen Cean Loch), foi um castelo localizado em Campbeltown, Argyll e Bute. O castelo ficava no topo de Castlehill, Campbeltown e já foi ocupado pelo clã MacDonald de Dunnyveg.
O castelo foi reconstruído por Archibald Campbell, 7º Conde de Argyll, por volta de 1609. Durante as Guerras dos Três Reinos, o castelo parece ter sido arrasado, em 1647. Mais tarde, em 1778, uma igreja foi construída sobre as ruínas do castelo.